# Han Houshaodi
Han Houshaodi was keizer van China van 184 v.Chr. tot 180 v.Chr., uit de Han-dynastie. Hij was de vierde heerser van de Westelijke Han-dynastie. Hij was een zoon van Han Huidi en een concubine, en de broer van Han Qianshaodi. Er zijn echter ook theorieën die stellen dat hij geadopteerd was door Keizerin Zhang, en dat zijn moeder met de hulp van Keizerin-weduwe Lu was gedood. Er is heel weinig over Han Houshaodi`s leven en persoonlijkheid bekend, zelfs zijn geboortedatum is onbekend. 

## Voorgeschiedenis
In 188 v.Chr. stierf zijn vader Han Huidi en besteeg zijn broer Liu Gong, als keizer Han Qianshao, postuum Han Qianshaodi, de troon. In 187 v.Chr. werd de latere Han Houshaodi Markies van Xiangcheng. In 186 v.Chr., toen zijn broer Liu Buyi, de Prins van Hengshan, stierf, "promoveerde" hij naar de functie van Prins van Hengshan en werd zijn naam veranderd in Liu Yi.
Han Houshaodi kwam uiteindelijk op de troon door een conflict tussen zijn grootmoeder, Groot Keizerin-weduwe Lu en zijn broer Han Qianshaodi. Iets voor, of in, 184 v.Chr. kreeg Han Qianshaodi namelijk het vermoeden dat Keizerin-weduwe Zhang en Groot Keizerin-weduwe Lu zijn moeder hadden gedood. Hij maakte de opmerking, dat als hij volwassen was Keizerin-weduwe Zhang hiervoor zou boeten. Toen Groot Keizerin-weduwe Lu dit hoorde, sloot ze hem in het geheim op in het paleis en zei ze tegen iedereen dat Qianshaodi ernstig ziek was en niemand kon ontvangen. Na een tijdje zei ze tegen een aantal ambtenaren, dat hij ziek bleef en ook aan psychoses leed. Ze stelde voor, dat hij zou worden afgezet en vervangen. De ambtenaren vervulden haar wensen en Qianshaodi werd afgezet en gedood.

## Keizer
Liu Yi volgde toen zijn broer op als keizer Houshao en kreeg postuum de naam Han Houshaodi. De Groot Keizerin-weduwe Lu had nog steeds de feitelijke macht en de kalender werd niet teruggedraaid zoals normaal bij een opvolging, maar ging door vanaf het begin van de regering van Qianshaodi. In de herfst van 180 v.Chr. stierf Groot Keizerin-weduwe Lu. Houshaodi had echter nog steeds weinig echte macht, omdat de Lu-clan nog steeds het hele bestuur beheerste. De Groot Keizerin-weduwe gebood Houshaodi in haar testament om met de dochter van haar neef Lu Chan te trouwen. De ambtenaren van het keizerlijke bestuur, geleid door Chen Ping en Zhou Bo, en de drie overlevende zonen van Han Gaozu vormden echter een coalitie tegen de Lu clan en ze slaagden erin de Lu-clan te verslaan en uit te moorden. Naderhand beraadslaagden ze met elkaar en verklaarden ze voor het eerst dat de zonen van Han Huidi niet zijn echte kinderen waren. Ze waren bang, dat deze keizerlijke kinderen problemen zouden geven en besloten Houshaodi af te zetten. Er werd besloten dat Prins Liu Heng van Dai de nieuwe keizer moest worden, omdat hij de enige was met een moeder zonder machtige clan. Prins Heng arriveerde snel in de hoofdstad en werd tot keizer uitgeroepen. Houshaodi werd afgezet en Prins Heng werd keizer Wen, later Han Wendi genoemd. 

## Verbannen
Houshaodi werd afgezet en Prins Heng werd keizer Wen, postuum Han Wendi. Een van de ambtenaren die betrokken was bij de samenzwering verbande hem uit het paleis en liet hem bij het ministerie van paleisvoorraden verblijven. Sommigen van de keizerlijke soldaten wilden zich nog steeds verzetten tegen de staatsgreep, maar werden tegengehouden door de ambtenaren. Wat later dat jaar werd Houshaodi geëxecuteerd. Het is voor historici onduidelijk of zijn vrouw Keizerin Lu ook werd geëxecuteerd. Omdat Houshaodi meer gezien wordt als een pion van Groot Keizerin-weduwe Lu, wordt hij, net als zijn broer, vaak niet vermeld op de lijsten van keizers van de Han-dynastie.